# Institut national de la statistique et des études économiques
Institut national de la statistique et des études économiques (svenska: Nationella institutet för statistik och ekonomiska studier), eller INSEE, är den franska statens myndighet för statistik och ekonomiska studier. Den samlar in och publicerar olika former av statistik. INSEE grundades 1946 för att ersätta dess föregångare, Service National des Statistiques, som grundades under Vichyregimen.